# Bryan Linssen
Bryan Linssen (* 8. Oktober 1990 in Neeritter, Provinz Limburg) ist ein niederländischer Fußballspieler.

## Karriere
Der gebürtige Limburger Linssen wurde in den Jugendmannschaften der VV Veritas, der VVV-Venlo und von Fortuna Sittard fußballerisch ausgebildet. Über die U19 Fortunas gelangte er zur Saison 2008/09 in die erste Herrenmannschaft des Vereins und debütierte für sie in der zweitklassigen Eerste Divisie und somit im Herrenbereich. Im Sommer 2009 wechselte Linssen zum Ligakonkurrenten MVV Maastricht, für den er 30 von 38 Ligaspielen absolvierte und sieben Tore erzielen konnte.
Nach Ablauf der Saison nahm der Stürmer ein Angebot des Erstligisten VVV-Venlo wahr, bei dem er einen Dreijahresvertrag erhielt. In zehn Ligaspielen konnte Linssen keine Torbeteiligung vorweisen und musste mit Venlo in der Abstiegsrelegation antreten. Hier konnte man sich gegen die Zweitligisten FC Volendam und PEC Zwolle durchsetzen und somit die Klasse halten. In der Folgesaison konnte der Angreifer vier Tore erzielen und fünf weitere vorbereiten, musste mit dem Verein allerdings erneut in der Relegation antreten, verblieb aber nach Erfolgen gegen den SC Cambuur sowie Helmond Sport erneut in der Liga. In seinem letzten Jahr für Venlo war Linssen Stammspieler und stand in allen 39 Pflichtpartien auf dem Feld, am Ende standen zehn Tore und drei Assists zu Buche. Allerdings konnte der Abstieg diesmal nach zwei Relegationsniederlagen gegen die Go Ahead Eagles nicht vermieden werden und Linssen verließ die VVV.
Zur Spielzeit 2013/14 schloss er sich dem Vorjahreszwölften Heracles Almelo an. Er kam aus der Vorbereitung als Stammspieler, verpasste lediglich drei Spiele und war dreizehnmal vor dem Tor erfolgreich. Sein zweites Jahr war für Linssen wesentlich erfolgreicher – zu zwölf Toren kamen noch zehn Assists für Heracles, das als Tabellenvierzehnter knapp die Liga hielt. Anschließend wurde er vom amtierenden Pokalsieger FC Groningen verpflichtet, für den er zu seinen ersten sechs Einsätzen in der Europa League kam. Groningen überstand die Gruppenphase zwar nicht, kam aber in der heimischen Liga erneut unter die besten Acht.
Nach einer weiteren Spielzeit in Groningen wechselte Linssen zu Vitesse Arnheim und erhielt einen Dreijahresvertrag. Als Stammspieler verpasste er lediglich zwei von 46 Pflichtspielen und erbrachte mit 20 Toren sowie neun Vorlagen seine bislang beste Saisonleistung. Auch mit Vitesse war er im Europapokal vertreten, kam aber wie bereits mit Groningen nicht über die Gruppenphase hinaus. Zur Spielzeit 2018/19 wurde der Stürmer zum neuen Mannschaftskapitän Arnheims ernannt. Es folgten 69 weitere Pflichtspiele in der Liga sowie im nationalen und im Europapokal, in denen Linssen 27 Tore und elf Assists beisteuerte. Die Saison 2019/20, die nach dem 26. Spieltag aufgrund der COVID-19-Pandemie vorzeitig beendet wurde, beendete Vitesse auf dem siebten Rang.
Im Anschluss an die Saison unterschrieb Linssen einen bis Juni 2023 gültigen Vertrag beim Ligakonkurrenten Feyenoord Rotterdam. Bei Feyenoord stand er bis Juli 2022 unter Vertrag. Für den Klub aus Rotterdam absolvierte er 64 Ligaspiele. Im Juli 2022 zog es ihn nach Japan, wo er einen Vertrag beim Erstligisten Urawa Red Diamonds unterschrieb. Am 4. November 2023 stand er mit den Urawa Reds im Finale des Ligapokals. Hier verlor man gegen den Erstligisten Avispa Fukuoka mit 2:1. Nach insgesamt 39 Ligaspielen kehrte er im Januar 2025 in die Niederlande zurück. Hier nahm ihn der Erstligist NEC Nijmegen aus Nijmegen unter Vertrag.

## Erfolge
Urawa Red Diamonds
- Japanischer Ligapokalfinalist: 2023